# Myospila effeminata
Myospila effeminata är en tvåvingeart som beskrevs av John Richard Vockeroth 1972. Myospila effeminata ingår i släktet Myospila och familjen husflugor.
Artens utbredningsområde är Fiji. Inga underarter finns listade i Catalogue of Life.